# Rakitine
Mikhaïl Rakitine ou Mikhaïl Ossipovitch Rakitine (en russe : Михаил Осипович Ракитин) est un personnage de second plan du roman Les Frères Karamazov, de l'écrivain russe du XIXe siècle Fiodor Dostoïevski. Au début du roman, le jeune homme est séminariste. Il a reçu une éducation marquée par la spiritualité, en tant que fils de pope, mais il n'a pas l'intention de devenir prêtre.

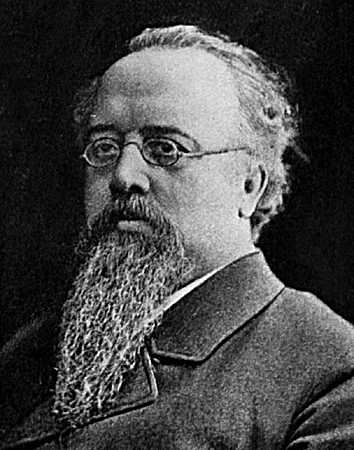
Dmitri Minaev, un des prototypes possibles de Rakitine.

Il se sent méprisé par les autres personnages du roman et c'est la raison pour laquelle il veut quitter le monastère, aller à Saint-Pétersbourg et y devenir écrivain. L'image de Mikhaïl Rakitine se constitue grâce aux observations de Dostoïevski à propos de lettres anonymes calomnieuses, du fait aussi de la conception de l'écrivain à l'égard du comportement général des ministres du culte, et encore de ses polémiques avec de nombreux publicistes et journalistes. Cet ensemble de données conflictuelles a permis à l'écrivain de faire surgir dans son imaginaire littéraire le prototype du personnage de Rakitine. Il y a aussi de fortes raisons de penser, d'après la correspondance de Dostoïevski, que Rakitine est une caricature de Grigori Elisseïev.
Les critiques caractérisent Rakitine de manière négative. Il est incompétent, insignifiant, mesquin, d'une nature de perdant et enfermé dans des raisonnements erronés. Il observe la piété des autres, mais reste athée, ne croit pas en Dieu, se moque de ceux qui croient et propage l’athéisme autour de lui. Pour lui-même, si l'avenir peut paraître heureux, cet aspect de l'avenir reste un mensonge. Les critiques soulignent la sensualité de Rakitine qui est proche de celle des Karamazov, ses traits de nihiliste, ses spécificités propres aux années 1860, ses tendances socialistes et son tempérament critique, son attrait pour l'Europe des lumières. Les critiques sont surtout orientées vers son carriérisme sans principes. L'apparition de ce personnage, qui ne pense qu'à la meilleure façon de réussir dans le monde en intriguant en calculant est typique de cette époque où l'on voit les Karamazov attirés par les femmes en même temps que par des questions d'éternité dénuées d'utilité pratique. Pour Rakitine, il n'y a guère de différence entre la poursuite d'une carrière religieuse et le passage à la critique virulente contre cet état de religieux, puisque peu importe qui l'on sert. Dostoïevski attire l'attention du lecteur sur le fait que Rakitine n'est pas une exception dans le monde, mais plutôt un nouveau type de héros personnifiant la Russie de son époque. Malgré l'aspect désagréable du personnage, il est du type de ceux qui se multiplient en Russie et veulent imposer la direction à prendre par le pays.
Tout au long du roman, les Frères Karamazov sont comparés à Rakitine. Alexeï Karamazov le considère comme son ami et lui expose ses idées sur les tentations impures du meurtre de son père et sur la sainteté du starets Zosime. Rakitine remarque également les émotions éprouvées par Alexeï dans le domaine de la chair, qui transgressent les commandements de l'Église, et l'engage à les suivre et le fait même rencontrer Grouchenka. Mais Alexeï parvient à résister à cette influence.
Dmitri Karamazov méprise profondément Rakitine et remarque sa mauvaise influence et son infériorité. Comme futur socialisant, Rakitine prétend que l'on peut aimer l'humanité même sans Dieu, ce qui est en contradiction complète avec les opinions de Dmitri. Comme matérialiste, Rakitine se présente plutôt comme le double d'Ivan Karamazov. Ce dernier est également un visionnaire sublime, mais les deux agissent entraînés par une conscience égoïste prévalant sur les questions éternelles pour Ivan et sur le bons sens raisonnable pour Rakitine. Comme fondement de leur conscience égoïste on trouve leur fierté et leur amour-propre qui les empêchent de comprendre les principes élevés et les motifs désintéressés d'Alexeï, de Dmitri et de Grouchenka.

## Apparition de la figure de Rakitine
L'image de Mikhaïl Rakitine provient de l'imagination de Dostoïevski nourrie d'affaires d'envoi de lettres anonymes injurieuses, que l'écrivain analyse comme une nouvelle méthode d'accusation dans son roman Les Frères Karamazov. L'auteur pense que les personnages, pétris d'amour-propre, qui envoient de telles lettres se considèrent comme des génies, des moqueurs, mais sont impuissants et lâches, et il pense qu'il pourra réutiliser ce sujet intéressant pour un autre roman. Dostoïevski pense que ce genre de personnage conviendrait mieux dans un roman de Nicolas Gogol, mais il se propose malgré tout de l'utiliser dans son roman. L'idée lui en est venue en évoquant la personnalité du séminariste carriériste Rakitine.
En outre l'introduction de cette figure de Rakitine dans le roman est également liée aux conceptions de Dostoïevski sur le rôle de l'Église dans la société. L'écrivain considère le clergé comme une caste professionnelle fermée. Son éloignement du peuple conduit progressivement à la disparition de sa conscience religieuse et au fait qu'apparaissent dans les écoles religieuses des révolutionnaires et des athées. Le chapitre VII du Livre deuxième, intitulé Un séminariste-carriériste souligne les traits de caractères de Rakitine proches de cette appréciation de l'écrivain,.

## Prototype

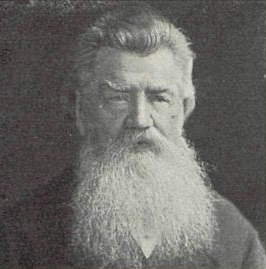
Grigori Elisseïev.

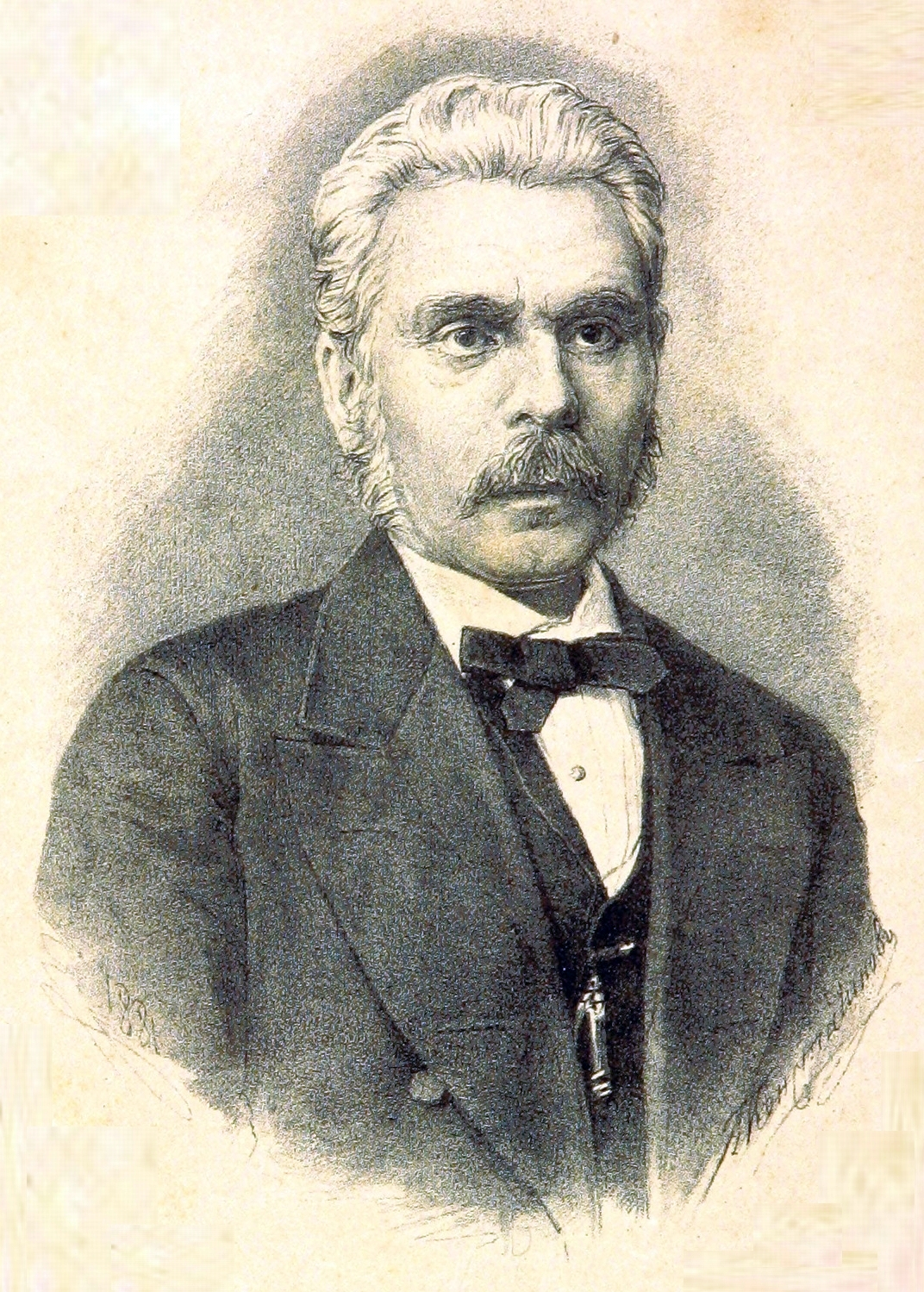
Grigori Blagosvetlov.

Parmi les prototypes du personnage de Rakitine, les critiques citent comme possibilité les publicistes et journalistes Grigori Blagosvetlov et Grigori Elisseïev ; le poète satirique et traducteur Dmitri Minaev, qui de radical et collaborateur des revues de frères Dostoïevski devint bourgeois libéral.
Et encore le publiciste et enseignant Mikhaïl Vassilievitch Rodevitch, dont le prénom Mikhaïl peut être un indice qui désigne le prototype de Mikhaïl Rakitine.
Mikhaïl Aleksandrovitch Rakitine, est encore le nom d'un ami de la famille, âgé de 30 ans, dans la pièce d'Ivan Tourgueniev Un mois à la campagne. C'est une comédie qui est très populaire à l'époque de l'écriture du roman de Dostoïevski. Il semble que ne soit pas un accident le fait que les deux œuvres utilisent les mêmes noms pour un personnage.
Un autre prototype pourrait être le personnage du récit Une étrange affaire (1849) de l'écrivain russe Iakov Boutkov (1815-1856). Le début du récit, le caractère du héros, la fin de l'histoire correspondent à l'histoire de Rakitine. Dostoïevski connaissait Boutkov et lisait ses récits.

## Les événements du roman
Au moment où débute le roman, Mikhaïl Rakitine est séminariste, et reçoit un enseignement religieux, comme fils de prêtre. Mais il ne désire pas devenir prêtre. Il veut devenir écrivain et célèbre, ce qui était un souhait fréquent chez les séminaristes de familles pauvres. Rakitine attend Aliocha, à un endroit désert, au détour du chemin, après que le jeune Karamazov a quitté le Starets Zosime. Cette rencontre, Rakitine la souhaite parce qu'il a promis pour vingt-cinq roubles à Grouchenka, de lui amener Aliocha chez elle. En même temps, il pense déjà faire courir le bruit de cette rencontre en ville. Mais ce projet de Rakitine de jeter l'opprobre sur Aliocha ne réussira pas. Rakitine réagit de manière tranchante à la demande d'Aliocha de ne pas se mettre en colère et de ne pas juger les autres. En revenant de chez Grouchenka, Rakitine essaye de dire tout le mal qu'il pense d'elle et de Dmitri et les traite de tous les noms. Aliocha se tait, et pour Rakitine c'est « comme si quelqu'un avait enfoncé le doigt dans une blessure fraîche ». Il part dans une autre direction et dit à Aliocha qu'il ne désire plus le connaître,,.
Rakitine a visité la maison de la propriétaire Katherina Khokhlakova, parce qu'il a des vues sur son patrimoine. Mais la propriétaire refuse d'accéder à ce souhait concernant la maison. Rakitine ressent ici comme ailleurs, le mépris de la part des autres personnages du roman et c'est pourquoi il veut quitter le monastère et partir à Saint-Pétersbourg pour devenir écrivain. Il veut sortir d'un statut où tout le monde le regarde de haut. Après le meurtre de Fiodor Karamazov, il lui vient à l'esprit la théorie suivant laquelle c'est le milieu qui engendre le crime et le moyen de le commettre.
Lorsque Dmitri Karamazov est accusé de crime, Rakitine tente toutefois de le ramener de manière positive et logique de son égoïsme primitif vers le chemin de la vérité, dans l'état initial du pécheur. Rakitine se rapproche de Dmitri, lui rend même visite en prison, mais Aliocha se met sur son chemin et bénit son frère Dmitri pour les souffrances qu'il devra endurer. Au procès de Dmitri, Rakitine expose ses conceptions sur cette tragédie que constitue le crime. C'est pour lui « le produit des coutumes anciennes du servage et la plongée de la société russe dans le désordre ». Ce qui ne manque pas de plaire au public,. Mais par la suite il parle de Grouchenka avec mépris ce qui permet à l'avocat de Dmitri d'obtenir son discrédit.

## Image
Mikhaïl Rakitine n'est pas un personnage central du roman Les Frères Karamazov. Comme personnage de second plan il ne prend pas part à la lutte des deux idéologies contradictoires qui s'affrontent et se contente de répéter les idées des autres en les choisissant en fonction de son propre intérêt. Les critiques le définissent comme un « aventurier préoccupé seulement par ses calculs et ses intérêts », pourvu malgré tout d'un certain respect de lui-même. Au même titre que Piotr Petrovitch Loujine dans le roman Crime et châtiment, que Ivan Pétrovitch Ptitzine, que Gabriel Ardalionovitch Ivolguine (Gania) du roman L'Idiot, il appartient à ce type de gens « vulgaires et prosaïquement satisfaits d'eux-mêmes, se sentant comme des poissons dans l'eau dans les situations qui se présentent à eux […] dans des vies de petits bourgeois ».
Rakitine a le contact facile avec les gens, quand c'est son intérêt, mais il est toujours tellement prudent que finalement il est seul et n'a pas d'amis. Il comprend la stérilité de sa propre nature, son absence de rayonnement. Il est insignifiant et mesquin et c'est pourquoi les autres peuvent facilement l'utiliser à leur avantage,. Mais il est toutefois capable de communiquer avec les autres quand il discerne qu'ils ont de l'importance. La propriétaire Ekaterina le considère comme « le plus pieux et croyant jeune homme tant qu'il peut se passer des autres et se présenter à chacun comme il l'entend... pour autant qu'il s'aperçoive qu'il y trouve le moindre avantage pour lui ». Dmitri Karamazov dit de lui : « Les Karamazov ne sont pas de gredins mais des philosophes », tandis que Rakitine « n'est pas un philosophe mais un merdeux ».
Selon Dostoïevski, l'intolérance vis-à-vis des autres est une spécificité européenne et elle diminue l'homme russe. Rakitine à cause de ce mal, de sa médiocrité, n'est pas capable de partager avec les autres et attend de recevoir quand on lui donnera. Tout ce qu'il souhaite et est capable de faire c'est de prendre. L'écrivain représente un personnage qui est prisonnier de ses raisonnements fallacieux et qui est privé de sentiments. Du fait de la force de son égoïsme, Rakitine est prêt à utiliser sans hésitation tous les moyens pour atteindre ses objectifs. Dostoïevski attire l'attention sur le fait que Rakitine ne représente pas un phénomène exceptionnel mais plutôt un nouveau type de héros de la Russie de son époque,.

### Religion et morale
« Non cela le peuple ne le permettra pas .
Rakitine : Quoi, détruire le peuple, le réduire à rien, l'obliger à se taire. Tout cela parce que l'enseignement supérieur européen…
Rakitine était furieux sur Grouchenka. Aliocha se tut et Rakitine lanca : « Sans la religion tout reste à faire, l'enseignement… Les gens sont plus humains. La religion coûte cher. » (dialogue de Rakitine et Aliocha sur la religion et le peuple dans les brouillons du roman).
Au moment où se déroulent les événements du roman, Rakitine est séminariste et a reçu un enseignement spirituel, comme fils de pope et dans son environnement social propre. Cependant, tout en observant une piété toute extérieure, il dévoile son athéisme, ne croit pas en Dieu et tourne tout en dérision,. Rakitine attire l'attention de Dmitri Karamazov du fait de son rapport à Dieu dans le roman : « Rakitine n'aime pas Dieu, oh pas du tout ! La croyance elle se trouve en nous, à l'endroit le plus sensible chez tous ! Mais on se le cache, on ment, on fait semblant ». Les critiques remarquent la sensualité, la volupté de Rakitine de type karamazovien, mais ils ajoutent que malgré leurs passions brisées les Karamazov croient, tandis que Rakitine ne se soumet qu'à sa propre nature et non à la loi divine.
Rakitine prend part aux discussions sur les questions morales et sur la question de l'immortalité de l'âme et il écrit aussi une brochure sur la « Vie du défunt starets Zosime ». Mais, à la différence d'Ivan Karamazov et du starets Zosime, il a une position personnelle beaucoup plus pratique et rationnelle. Zosime croit en l'immortalité et en la vertu ; Ivan, athée, nie l'immortalité et la morale ; Rakitine lui, voit la possibilité de faire exister la vertu tout en construisant une société humaine sans foi en Dieu et sans immortalité de l'âme. Pour Rakitine, l'amour de la liberté, de l'égalité et de la fraternité remplace la foi en Dieu. Les critiques remarquent que, aussi heureuses que puissent être les perspectives d'avenir représentées par Rakitine, elles n'en ressemblent pas moins pour autant à des mensonges.
Non seulement Rakitine ne croit pas en Dieu mais il répand autour de lui son absence de foi. Il considère ses occupations de critique littéraire comme un moyen pratique pour diffuser autour de lui ses opinions personnelles. Le rôle idéologique de ce personnage transparaît dans le fait que Rakitine, non seulement ne croit pas en Dieu, mais pas non plus au diable. Il prend à cœur son rôle de séduction des justes sur les chemins de la vérité. Ainsi, au lieu d'aider Alexeï il tente de le séduire et de le faire succomber aux charmes de Grouchenka, pour pouvoir assister à la « chute du juste ». Le séminariste essaye par tous le moyens d'encourager ceux qui l'entourent à la trahison et de Dieu et d'eux-mêmes.

### Nouveau type de héros russe
Les critiques n'ont pas manqué de remarquer le carriérisme sans principe et sans même d'idées personnelles du personnage de Rakitine. Selon Dostoïevski lui-même Rakitine « avait des liens partout et ajoutait son mot partout. Il avait un esprit agité et envieux ». L'écrivain insiste aussi sur le fait qu'il savait tout sur ce qui se passait dans la petite ville. Ainsi au tribunal « il s'avère qu'il connaît tout le monde […] il avait été chez tout le monde, il avait vu tout le monde, il avait parlé à tous, il connaissait en détail la biographie de Fiodor Karamazov et de tous les Karamazov ». Rakitine voudrait devenir critique d'un journal à orientation radicale et pense surtout aux avantages financiers que cela représente s'il entre au journal « Sloukhi » (Les oreilles) dans la capitale. Son image rappelle celle de Lipoutine du roman Les Possédés. Rakitine n'est préoccupé que par sa carrière. Il pourrait être une caricature du Starets Zosime, qui aurait poursuivi une carrière bureaucratique dans l'Église, serait devenu archimandrite, ou encore d'Ivan Karamazov qui aurait été à Saint-Pétersbourg et serait devenu critique dans un journal.
Nakamoura en conclut que l'apparition de Rakitine dans le roman est un trait caractéristique de l'époque décrite, au moment où des philosophes du genre des Karamazov deviennent inutiles à partir du moment où ils ne sont plus préoccupés que par les femmes et les questions d'éternités. Petit à petit apparaît un nouveau type de héros qui est « un homme pensant à la meilleure façon d'acquérir le meilleur dans le monde, calculateur, chicaneur, penseur réaliste ». Ainsi, dans le roman, Rakitine est la figure de la nouvelle Russie de l'époque. C'est une perspective peu agréable du fait que le nombre de ces personnages se multiplie et que ce sont eux qui imposent la direction à prendre par le pays.
Rakitine apparaît comme un praticien des affaires dans le style de ceux du monde occidental. Bien qu'il discute de l'humanité et de morale il n'en a rien à faire de ces problèmes. Les critiques le rangent parmi les tenants du libéralisme occidental qui ne sont « ni chauds ni froids » et dont Dostoïevski avait horreur. Rakitine est capable de surmonter tous les obstacles moraux pour atteindre ses objectifs, tout en restant parfaitement indifférent aux plus hautes réalités métaphysiques. Le sociologue V. A. Batchinine caractérise ce type d'homme comme un « homme-machine ». L'existence prosaïque et pragmatique de Rakitine ne lui permet pas de comprendre la signification élevée de la vie. Ses pensées et ses sentiments restent au ras du sol et on peut le comparer à une machine vivante, intellectuellement appauvrie. À cet égard, Rakitine est le symbole d'une grande partie de l'intelligentsia russe, sans origines aristocratiques, cherchant obstinément et sans vergogne à atteindre ses objectifs par tous les moyens,.

### Nuance de socialisme
Dans les brouillons de son roman, Dostoïevski décrit Rakitine comme un sexagénaire, socialiste, du côté de l'Europe et de ses lumières et admirateur de Henry Thomas Buckle. Le meurtre de Fiodor Karamazov, Rakitine l'explique par le dysfonctionnement de la réalité sociale en Russie. Il y voit les conséquences de la longue subsistance du servage et le résultat de l'agitation sociale moderne.
Selon Dostoïevski, la morale sans la religion ne se justifie pas. Construire une société libre et juste sans la foi ne se peut. Rakitine, dans le roman, exprime une opinion socialiste contraire sur cette question : « L'humanité peut trouver en elle-même la force de vivre pour le bien et la vertu même si elle ne croit pas en l'immortalité de l'âme ». La possibilité de créer une société sans religion n'est pas défendue par hasard par Rakitine, mais en se présentant comme un personnage à la moralité plutôt douteuse, il entraîne les lecteurs à mettre en doute sa propre position.
Ivan Karamazov prédit que si Rakitine parvient à diriger une revue à Pétersbourg, il lui donnera une tendance libérale et athée, mais avec une teinte, une petite couche, une nuance de socialisme. Cette nuance socialiste, les critiques font remarquer qu'elle se présente comme un simulacre des vues d'Ivan Karamazov. Rakitine rabaisse en fait par ses vues sur le socialisme le regard que lui porte Ivan lui-même.

### Traits nihilistes
Le nihilisme de Rakitine a été étudié par la critique,. Dans Les Frères Karamazov, Dostoïevski présente avec trois personnages un dégradé de nihilisme. D'Ivan Karamazov à Rakitine puis chez Kolia Krasotkine on constate que la consistance du nihilisme diminue. Pour Ivan le principal est de permettre de réfléchir à ce concept qui pour lui est vraiment important et sérieux. Chez Rakitine ce concept disparaît et n'est évoqué que dans le cadre de ses soucis à propos de sa carrière. I. G Koudriatsev appelle ce type de concept le nihilisme de l'homme public. Pour Rakitine, un travail lié à la religion, la recherche d'un avancement rapide dans une carrière sont des données où son nihilisme n'est qu'utilitaire. Son statut lui donne par ailleurs plus de temps pour répandre ses idées nihilistes. Et il se forme ainsi un disciple en la personne de Kolia Krasotkine qui est trop jeune pour avoir acquis le sens du doute et les connaissances suffisantes pour se faire sa propre idée. Kolia utilise dès lors les clichés et les axiomes que lui livre Rakitine qui est tout aussi démuni des connaissances suffisantes.
Le point de vue de Rakitine correspond à la philosophie du prince Valkovski du roman de Dostoïevski intitulé Humiliés et offensés. Le nihilisme impersonnel de Rakitine est décrit de manière exhaustive par Dostoïevski. Pour Rakitine il n'y a pas de différence entre la poursuite de sa carrière religieuse et une recherche sérieuse de la raison de cette carrière, l'essentiel étant de savoir à qui elle est utile et d'acquérir les moyens d'arriver à ses objectifs. Il « est capable de rencontrer chacun et d'y trouver ce qui est conforme à ses désirs, s'il peut seulement espérer qu'il y trouvera un avantage pour lui-même ».

## Rakitine et les frères Karamazov
Tout au long de son roman, Dostoïevski compare les frères Karamazov avec le personnage de Rakitine. L'écrivain ne prend en compte que des idées qui traversent le cœur et l'âme de ses personnages. Rakitine est tout aussi intéressé par la religion que par les problèmes de société. Dmitri Karamazov critique son absence de foi et l'appelle carriériste et incroyant, tandis qu'Ivan et Alekseï remarquent que ses tendances socialistes ne l'empêchent pas de chercher à capitaliser,.

### Amitié avec Alexeï
« Il hâta le pas en traversant le petit bois qui séparait l'ermitage du monastère et, se sentant incapable de supporter ses pensées dont le poids l'écrasait, il se mit à contempler les sapins centenaires qui se dressaient des deux côtés du sentier de la forêt. La traversée n'était pas longue, cinq cents pas au plus, et à cette heure de la journée il n'y avait guère de chance de rencontrer quelqu'un. Mais au premier tournant du chemin, il aperçut soudain Rakitine. Celui-ci avait l'air d'attendre.
- Serait-ce moi que tu attends ? demanda Aliocha quand il l'eut rejoint.
- Tu l'as deviné, répondit en riant Rakitine »,
Aliocha est très attaché à Rakitine, c'est pourquoi il se préoccupe de la malhonnêteté inconsciente de son ami qui se considère personnellement comme de la plus grande probité »,. Rakitine ment à propos de son amitié avec Aliocha parce que ce dernier est proche du Starets Zosime et qu'il espère bien utiliser cette proximité à son profit.
Rakitine est heureux de voir qu'Aliocha veut rencontrer Grouchenka avec lui et il souhaite pouvoir assister au « déshonneur du juste » à la « chute d'Aliocha » sombrant « de la sainteté dans la péché » ce dont il se délecte d'avance,. Plus tôt, dans le chapitre VII du Livre deuxième (Le séminariste-carrièriste), Rakitine a déjà tenté de faire venir à l'esprit d'Alexeï des pensées impures,. Comme le Starets Zosime s'est prosterné mystérieusement devant Dmitri Karamazov, Rakitine lui dit qu'il a la prémonition d'un crime : « C'est dans ta famille que ce crime se produira. Cela se passera entre tes frères et ton richard de papa. C'est pourquoi le père Zossime s'est cogné le front à tout hasard. Le jour ou quelque chose arrivera, on dira : il l'avait prédit... ». Aliocha avoue finalement qu'en entendant parler Rakitine, il a eu l'impression d'avoir songé à ce crime possible. Mais de manière générale Aliocha parvient à résister à l'influence de Rakitine, ce qui a le don d'irriter fortement le séminariste. Après la mort du Starets Zosime, Aliocha est triste et déprimé. Il ressent comme une injustice de la part de Dieu le fait d'avoir disposé de cette vie du Starets. Au moment où lui vient à l'esprit le possible renoncement à l'idée de Dieu apparaît le démon tentateur en la personne du séminariste-carriériste Rakitine. Ce dernier observe la confusion et le doute qui se sont emparés d'Alexeï et tente de mener ce processus jusqu'à son aboutissement.
À cette fin il décrit comment il faut rejeter le caractère miraculeux des gestes de prosternation de Zosime devant Dmitri Karamazov. Il démontre le scepticisme et le rationalisme d'une partie du clergé et le fanatisme aveugle, la croyance aux rites de l'autre partie. Puis, il explore les émotions d'Alexeï sur le plan sentimental et charnel par rapport à Grouchenka. Il lui rappelle qu'il est un Karamazov, qu'il est voluptueux et que Grouchenka souhaite le rencontrer. Aliocha est trop ému par la mort du Starets Zosime et il refuse. Ce n'est que plus tard qu'il acceptera de rencontrer Grouchenka au grand étonnement de Rakitine,,.
Quand Aliocha et Rakitine se rendent chez Grouchenka, le récit tente de démontrer que Dieu permet à l'homme de choisir le mal mais en lui laissant l'opportunité de choisir le bien. L'esprit de vengeance et l'avidité du séminariste ne parvient pas à démonter Aliocha pour le faire se compromettre avec Grouchenka, comme si Dieu modifiait ses intentions à l'égard des Karamazov. Cela stupéfie et fait enrager Rakitine. Cet agacement et la tranquillité d'esprit d'Aliocha en réponse à ses tentatives le mettent en colère et l'offensent. Il annonce qu'il ne veut plus avoir affaire avec Alexeï. « Je ne désire plus te connaître. va ton chemin tout seul. Il obliqua brusquement dans une autre rue et laissa Aliocha seul dans la nuit… »,.

### Divergences avec Dmitri
Dmitri Karamazov méprise profondément Rakitine et met en évidence le manque de sens de l'humour du séminariste : « Ils ne comprennent pas la plaisanterie, voilà ce qu'il y a de grave chez eux. Jamais ils ne la comprennent ». Ce trait de Rakitine démontre le niveau général imparfait et inférieur du personnage. Pour Dostoïevski, un monde sans rire ne peut être complet et le fait d'être trop sérieux ne peut être vraiment authentique. Du fait de son image Rakitine discrédite ses déclarations, mais ce qu'il dit des Karamazov ne subit pas le même sort parce qu'il exprime les mêmes idées à ce propos que l'auteur du roman lui-même. Rakitine considère que le fait que le Starets s'est incliné devant Dmitri est le signe que bientôt un crime sera accompli : « Pour moi le strarets est vraiment perspicace : il a senti le crime. Cela pue chez vous ! ». Dans sa conversation avec Aliocha il dit carrément que Dmitri va tuer son père.
Au procès, Rakitine s'identifie à un libéral mélangé de socialisme dans la mesure où cela lui est avantageux et sans danger de présenter la tragédie du crime qui aurait été commis par Dmitri Karamazov comme « le produit des anciennes coutumes liées au servage et leur mélange au désordre de la Russie, sans avoir du supporter les institutions qui les accompagnent ». Arkadi Dolinine souligne que ce choix n'est pas le fruit du hasard et que Dostoïevski avait ses raisons pour le faire. Rakitine souligne même une belle qualité de Dmitri, son honnêteté, et il s'ingénie à attirer l'attention sur un tout autre aspect : « Qu'il soit un honnête homme, ce n'est pas rien (Dmitri est stupide mais honnête). Mais c'est un jouisseur. Voilà comment le définir et quelle est son essence même ». Le matérialisme de Rakitine ne lui permet de saisir toute la vérité sur Dmitri, parce que sa volupté ne peut résumer la totalité de sa personnalité. Rakitine le définit comme « un produit immergé dans le désordre de la Russie », ce qui est vrai quand on voit le désordre intérieur du personnage qui est plus violent que chez n'importe quel autre .
Les vues de Dmitri sur la religion ne correspondant pas non plus avec celles de Rakitine. Comme socialiste, Rakitine prétend qu'il est possible d'aimer l'humanité même sans Dieu, alors que Dmitri, qui est croyant, n'est absolument pas d'accord avec cette idée et à laquelle il répond en insultant Rakitine par ces mots : « Cela, seul un blanc-bec morveux peut l'affirmer ». Après avoir été accusé de crime, Dmitri voit sa foi en Dieu lui permettre de lutter contre le mal et d'accepter la souffrance. Rakitine, comme avec Alexeï, tente d'empêcher Dmitri de retourner à « sa logique primitive élémentaire de positivisme et d'égoïsme », et de retourner à son état initial de pécheur.

### Polémique avec Ivan
Le séminariste Mikhaïl Rakitine est tout à fait opposé à Alexeï, qui est aux antipodes de ses idées, mais cela permet d'introduire des parallèles avec l'indépendance et le désintéressement du penseur qu'est Ivan Karamazov,,. Rakitine se présente toujours comme grossier pour comprendre les sentiments et les sensations de son entourage, mais il est sensible et comprend tout quand cela le concerne personnellement. Rakitine est décrit dans le roman comme « libéral lourdaud et incompétent », sans âme, toujours soucieux de ne pas perdre une minute pour accumuler de petits avantages pour finir par accumuler un capital. Les deux personnages d'Ivan et Rakitine ont tous les deux une conscience égoïste qui les anime et qui prévaut pour Ivan sur les réflexions relatives à l'éternité et pour Rakitine sur son affairement à rester dans un bons sens raisonnable. Leur orgueil et leur vanité nés de leur égoïsme les empêchent de comprendre les principes élevés et désintéressés d'Alexeï, de Dmitri et de Grouchenka, qu'ils interprètent faussement en se basant sur leur propre expérience.
Ivan Karamazov défend l'opinion suivant laquelle rien ne peut obliger les hommes à s'aimer les uns les autres et que seule la foi dans son immortalité permet la possibilité de l'amour sur terre et non pas le seul état de nature de l'homme. Sans la foi en l'immortalité, plus rien n'est immoral et tout est permis. Dans une conversation avec Aliocha, Rakitine, avec de la colère dans sa voix, s'élève contre une telle théorie qu'il considère avec mépris. Rakitine considère que grâce à l'amour pour la liberté, l'égalité, la fraternité l'humanité peut trouver la force de vivre pour la vertu même en l'absence de foi dans l'immortalité de l'âme,. Cette controverse montre que Dostoïevski n'ignorait pas les différentes prétentions à un statut de haute moralité. Mais il n'est pas d'accord avec Rakitine et l'exprime dans son texte Le Grand Inquisiteur. On rencontre dans les travaux de l'écrivain son absence de foi en des concepts abstraits comme la liberté, vers lequel se tourne Rakitine.
Rakitine appelle Ivan comme si c'était son frère aîné, un jouisseur,. Cet esprit de jouissance est la critique la plus répétée par Dostoïevski sur les Karamazov même quand il ne parle que de leur apparence : « Et il avait en lui une telle jouissance malsaine qu'il en bavait sur ses lèvres… ».

## Rakitine et Grouchenka

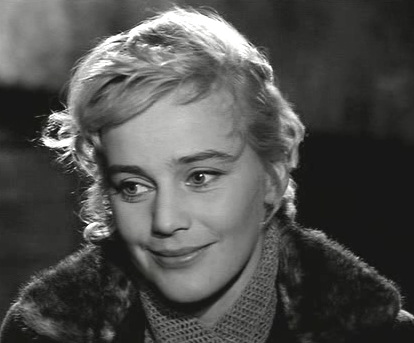
Maria Schell une des actrices de Grouchenka en 1957.

Rakitine dissimule qu'il est un cousin de Grouchenka. À la demande de celle-ci il lui amène Alexeï Karamazov, tout en lui demandant pour ce service vingt cinq roubles. Rakitine est déjà passé plus tôt chez elle pour lui demander de l'argent. Grouchanka, malgré son mépris pour lui, a donné ce qu'il demandait. Rakitine éprouve de graves difficultés à comprendre les sentiments et le ressenti des autres. Il ne comprend pas l'enthousiasme de Grouchenka pour Aliocha et est en colère contre elle. En revenant de chez elle il raconte à Aliocha les pires ignominies sur la jeune femme.
Durant la même conversation il nie avoir aucun lien de famille avec Grouchenka : « Parente ? Grouchenka ma parente ? s'écria Rakitine en devenant tout rouge. Es-tu devenu fou par hasard ? Aurais-tu l'esprit dérangé ? […] Je ne saurais être le parent de Grouchenka, une fille publique, veuillez en prendre note »,. Lors du procès, plus tard, Grouchenka dira publiquement que Rakitine est son cousin et qu'elle en a honte. À la suite de cette déclaration Rakitine devient rouge de honte. Le témoignage de Grouchenka contredit les affirmations de Rakitine et est crédible et digne de foi. Il fait autorité dans le système romanesque voulu par Dostoïevski.

## Polémique contre des personnalités littéraires
« Permettez-moi de vous demander , commença l'avocat avec le sourire le plus aimable et même le plus respectueux, lorsque son tour vint d'interroger le témoin, si vous êtes le même M Rakitine dont la brochure , intitulée Vie du Bienheureux Père Zosime, pleine de pensées religieuses profondes et édifiantes et pourvue d'une dédicace très déférente et très bien conçue à l'adresse de Sa Grandeur, a été publiée récemment par les soins de l'autorité diocésaine ? J'ai lu dernièrement cette brochure avec un vif intérêt.
— Je n'ai pas écrit cette biographie afin de la faire publier... On l'a imprimée par la suite, balbutia Rakitine, qui parut se troubler subitement, comme pris de honte.
— Oh, c'est parfait ! Un penseur tel que vous peut et doit faire preuve d'une grande largeur de vue à l'égard de tous les aspects de la vie sociale. Grâce à la protection de Sa Grandeur, votre édifiante brochure a connu une large diffusion et s'est révélée d'une relative utilité » (dialogue de l'avocat Fetioukovitch et de Rakitine au tribunal).
L'image de séminariste-cariériste de Rakitine qui est développée par Dostoïevski dès le début du roman fait référence à des rapports hostiles entre l'écrivain et d'autres personnalités littéraires. Selon la critique l'image de Rakitine est créée comme une caricature des journalistes et critiques Grigori Blagosvetlov et Grigori Elisseïev, qui travaillaient avec Mikhaïl Saltykov-Chtchedrine avec lesquels Dostoïevski n'était pas en bon termes.
L'écrivain confirme cet état d'esprit dans le Journal d'un écrivain, quand il écrit : « L'homme ne vit pas seulement de pain. Voici un homme, si c'est vraiment un homme, il ne se tracasse pas bien nourri qu'il est, nourrissez une vache et elle sera tranquille aussi, comme Blagosvetlov et un autre libéral... ».
Lors d'une conversation avec Alexeï, Rakitine prédit quel avenir il réserve à Ivan : « Il partira à Saint-Pétersbourg et se rangera du côté d'une revue importante, sans doute pour y trier la critique […] je vais publier à nouveau et certainement du côté du libéralisme et de l'athéisme, avec une teinte socialiste […] mais que cette teinte socialiste ne m'empêche pas de mettre de l'argent de côté pour le ressortir en cas de retournement de situation ». Dans cette prédiction se retrouvent des faits qui se sont produits dans le passé de Grigori Blagosvetlov et de Grigori Elisseïev. Elisseïev a d'abord été séminariste également puis abandonne sa vocation spirituelle et par pour Pétersbourg où il commence à travailler à la revue littéraire Iskra, puis à la revue Le Contemporain de Nikolaï Nekrassov et Ivan Panaïev. Le dialogue entre l'avocat et Rakitine auteur d'une vie du starets Zosime est également une allusion à la biographie d'Elisseïev.

## Dans la poésie du roman
L'historien et écrivain de Staraïa Roussa, Lev Reinous, fait remarquer que la poétique de Dostoïevski est toujours liée à la situation dans laquelle se trouve le héros, à sa personnalité, à son humeur et à son comportement. Ainsi, Rakitine après sa conversation avec Aliocha le quitte et prend une ruelle. Dans le langage de Dostoïevski cela signifie prendre le mauvais chemin, celui du mensonge, à l'inverse du vrai chemin : la route éclairée. Rakitine présente ainsi le dilemme éternel entre deux voies. Alexeï Karamazov exprime cela comme suit : « Rakitine s'en va par une ruelle en pensant à ses conflits. Il prend toujours des ruelles tandis que la route, la grande route, la route droite et claire, cristalline avec au bout le soleil. ».
Le philologue Lioubov Kouplevatskaïa évalue la symbolique des choix de Rakitine de la même manière, et il ajoute que ce choix répété du terme ruelle dans le roman, permet de lui conserver une signification réelle étendue. La signification symbolique est renforcée par l'opposition entre les termes utilisés pour désigner la voie choisie : ruelle ou route. Ainsi, l'écrivain, de l'allégorie et des emblèmes passe à des symboles aux significations multiples et générales.
Un autre symbole utilisé par l'écrivain est celui du « mur », comme image du désespoir. Pour Dostoïevski, « regarder vers le mur » est le signe d'une situation spirituelle dans l' impasse. Dmitri Karamazov, pour caractériser des gens comme Rakitine, dit : « Oui et son âme est sèche, plate et sèche, exactement comme quand je suis entré en prison et que j'en regardais les murs ». C'est encore aussi le cas du mot « carrefour » qui est comme le symbole d'un moment de choix pour le héros de la direction à prendre. Rakitine, Dmitri et Alexeï se retrouvent à des carrefours. Mais si les frères Karamazov se meuvent par des « routes » sur de « vastes étendues », Rakitine prend des ruelles vers sa maison en pierre de Pétersbourg, en passant par des « coins » de « encoignures », encore des symboles chez Dostoïevski.

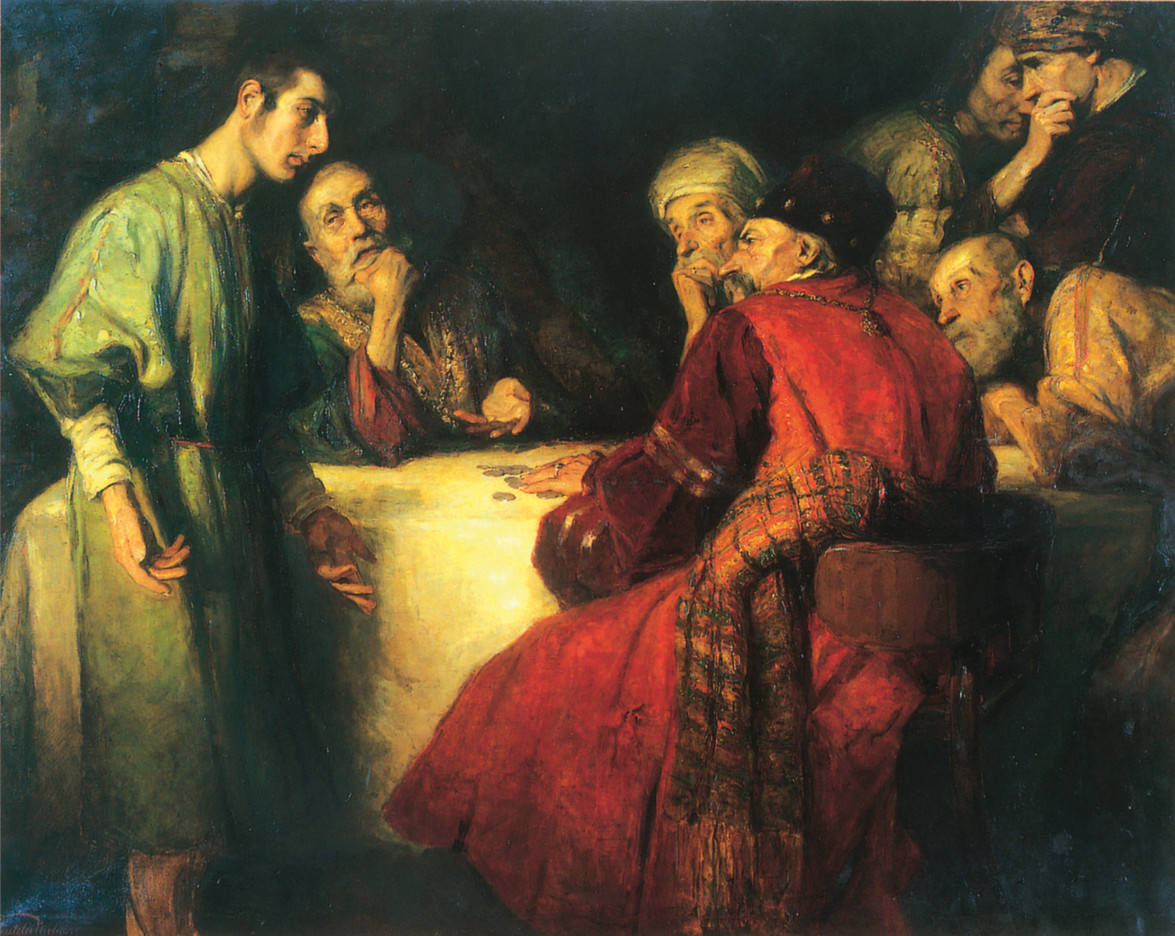
János Pentelei Molnár Les trente pièces d'argent de Judas, 1909.

L'argent qu'a reçu Rakitine parce qu'il a amené Aliocha chez Grouchenka représente le symbole des Trente pièces d'argent reçues par Judas Iscariote pour trahir Jésus.
« Tant pis, je vais tout avouer, Aliocha : je désirais tellement te voir chez moi que je ne savais comment faire pour décider Rakita à l'amener. Alors je lui ai promis vingt-cinq roubles pour le cas où il viendrait avec toi. Un instant Rakitka !
Elle s'approcha rapidement de la table, ouvrit un tiroir, prit son porte-monnaie et en sortit un billet de vingt-cinq roubles.
- Quelle absurdité ! Ce n'était pas sérieux, s'écria Rakitine très embarrassé...
Elle lui lança les billets.
- Je serais bien bête de refuser, fit Rakitine d'une voix de basse, s'efforçant de dominer sa confusion. Les sots existent en ce monde pour le profit des hommes intelligents ».
Dostoïevski, volontairement n'utilise pas la même somme de trente pour éviter le parallélisme trop clair entre Aliocha et le Le Christ et de Rakitine et Judas Iscariote. Mais le chiffre de trente réapparaît dans le roman quand Grouchеnka répond au juge : « Il venait constamment chez moi pour quémander de l'argent et il me soutirait ainsi jusqu'à trente roubles par mois, pour ses amusements surtout, car le gîte et le couvert lui étaient assurés,.